# Dwars door België 1974
La Dwars door België 1974, ventinovesima edizione della corsa, si svolse il 24 marzo su un percorso di 199 km, con partenza ed arrivo a Waregem. Fu vinta dal belga Louis Verreydt della squadra Ijsboerke-Colner davanti al connazionale Ronald De Witte e all'olandese René Pijnen.

## Ordine d'arrivo (Top 10)
| Pos. | Corridore         | Squadra                        | Tempo    |
| ---- | ----------------- | ------------------------------ | -------- |
| 1    | Louis Verreydt    | Ijsboerke-Colner               | 4h57'00" |
| 2    | Ronald De Witte   | Carpenter-Confortluxe-Flandria | s.t.     |
| 3    | René Pijnen       | Ti-Raleigh                     | s.t.     |
| 4    | Dirk Baert        | M.I.C.-Ludo-De Gribaldy        | a 20"    |
| 5    | Walter Planckaert | Watney-Maes Pils               | s.t.     |
| 6    | Marc Demeyer      | Carpenter-Confortluxe-Flandria | s.t.     |
| 7    | Julien Stevens    | Ijsboerke-Colner               | s.t.     |
| 8    | Frans Van Looy    | Carpenter-Confortluxe-Flandria | s.t.     |
| 9    | Wim de Waal       | Ti-Raleigh                     | s.t.     |
| 10   | Walter Godefroot  | Carpenter-Confortluxe-Flandria | s.t.     |